# Finlandia en los Juegos Olímpicos de Lake Placid 1932
Finlandia estuvo representada en los Juegos Olímpicos de Lake Placid 1932 por un total de 7 deportistas que compitieron en 3 deportes.  
El portador de la bandera en la ceremonia de apertura fue el patinador de velocidad Ossi Blomqvist.

## Medallistas
El equipo olímpico finlandés obtuvo las siguientes medallas:
| Nombre          | Deporte        | Competición |
| --------------- | -------------- | ----------- |
| Oro             |                |             |
| Veli Saarinen   | Esquí de fondo | 50 km M     |
| Plata           |                |             |
| Väinö Liikkanen | Esquí de fondo | 50 km M     |
| Bronce          |                |             |
| Veli Saarinen   | Esquí de fondo | 18 km M     |